# لوتيرا
لوتيرا ومعناه بِالعربية اللُّص، (بالإنجليزية: Lootera)‏، (بالهندية: लुटेरा)، فيلم هندي رومانسي درامي، مِن إخراج فيكرام اديتيا موتواني [الإنجليزية] وهو أساسًا مُقتبس من قصة قصيرة تتكون من أربع صفحات عنوانها الورقة الأخيرة قام الكاتب الأمريكي أو, هنري بتأليفها عام 1907، هذا الفيلم هُوّ ثاني فيلم يقوم بإخراجه فيكرام اديتيا موتواني إذ أنَّ فيلمه الأول هُوّ فيلم "Udaan" الذي حاز على عدة جوائز وقُبِل بشكل رائع عند النقاد، وقد قُرِن المخرج فيكرام اديتيا موتواني بالمخرج سانجاي ليلا بهنسالي بسبب تشابه إخراج فيلم لوتيرا الدقيق والمميز لإخراج أفلام سانجاي ليلا بهنسالي العميقة إذ يبدو أنَّ فيكرام تأثر بأسلوب سانجاي عندما عمل كمساعد مخرج له في فيلم ديفداس.
تدور أحداث الفيلم في حقبة الخمسينيات وهو من بطولة كُلاٍ مِن رانفير سينغ وسوناكشي سينها، كان إنتاج الفيلم مُشترك بين انوراغ كاشياب وإيكتا كابور وفيكاس باهل وشوبها كابور، قام المُلحن والمُغني الهندي أميت تريفيدي بغناء وتلحين الموسيقى التصويرية إضافة إلى أغاني الفيلم التي كتبها الشاعر والمغني اميتاب بتاشاريا بِمُساعدة مِن ماهيندرا شيتي. عندما أُصدِر الفيلم بـ 5 يوليو، 2013 لاقى لوتيرا الإشادات من قِبل النُقاد بشكل دُوَّلي ونجح عالمياً رغم إيراداته القليلة.

## قصة الفيلم
القصة مُستوحاة مِن الورقة الأخيرة للكاتب الأمريكي أو, هنري، تبدأ أحداث الفيلم عام 1953 في بلدة مانيكبور [الإنجليزية] الواقعة بمنطقة هاوراه في ولاية بنغال الغربية حيثُ تعيش باكي روي شودهاري (سوناكشي سينها) مع والدها زاميندار، وباكي هذه هيّ شابة جميلة في منتصف العشرينيات لديها طموح بأن تعمل ككاتبة وتنتمي إلى عائلة ارستقراطية غنية ووالدها من أصحاب الأملاك والأراضي، أولى مشاهد الفيلم كانت مشهد لباكي مع أبيها عندما ذهبوا لمشاهدة عرض مسرحي راقص وأثناء العرض الراقص تُصاب باكي بنوبة وصعوبة في التنفس وذلك لأنها تُعاني من مرض الربو، لذا يهرع والدها مع الخدم ويأخذونها إلى المنزل، بعد أن تناولت الدواء وتحسنت أتى إليها والدها الخائف حتى يطمئن عليها ثُمّ بدأ يسرد عليها قصة عن أمير قوي من قبيلة «بِيلْ» الهندية الذي كان لا يُقهر ومهما حاول الجيش البريطاني قتله ينجو من الموت بشكل عجيب وذلك بسبب أنّه ربط وقرن حياته بحياة ببغاء فإن قُتِل هذا الببغاء فسيموت عندها الأمير وعندما حاول الإنجليز المُحتلين للهند البحث عن الببغاء لم يستطيعوا إيجاده بسبب كثرة الببغاوات لذا أرسلوا جاسوسة جميلة إلى الأمير الذي وقع في حبها وتزوجها وفي إحدى الأيام وجدت زوجته الجاسوسة الببغاء فقتلته ثُمّ مات الأمير، بعد أن أخبر والد باكي بالقصة قال لها أنها الببغاء الخاص به فإن حصل لها أي شيء سيء عندها سيموت هُوّ.
في اليوم التالي كانت باكي تتدرب على قيادة السيارة سراً مع سائقها الخاص وخادمتها فانحرفت عن الطريق وصدمت شاباً وسيماً كان يسوق دراجة نارية (رانفير سينغ)، لم يُصب الشاب إصابة بالغة إنما فقط جرح صغير في رأسه لذا قامت باكي ومن معها بنقله إلى المستشفى ثُمّ أمرت السائق بأن لا يُخبر والدها بالأمر وإذا سأله فليُخبره أنّه من صدمه. بعد عدة أيام من الحادثة أتى الشاب إلى قصر عائلة باكي وقدم نفسه لوالدها باسم فارون شيريفاتف وأخبره أنّه عالم آثار ويُريد أن يبحث عن الآثار المدفونة تحت المعبد الذي يملكه عائلة باكي فوافق زاميندار والد باكي على ذلك، وفي الحقيقة كان فارون يكذب عليه إذ أنَّ اسمه الحقيقي ليسَ فارون شيريفاتف وهو ليسَ عالم آثار بل سارق مُتَنَكّر يُريد استغلال والد باكي وذلك لأن عائلتها تملك أراضي وآثار قديمة مصنوعة من الذهب الخالص حصلوا عليها كَهدايا من شركة الهند الشرقية أثناء فترة احتلال بريطانيا للهند وهذه الآثار قام الإنجليز وشركة الهند الشرقية بسرقتها من الهنود وتلك الفترة التي تجري بها أحداث الفيلم لم تمضي فيها إلا 7 سنين على استقلال الهند وتحررها من الإستعمار لذا بدأت الحكومة الهندية الجديدة بوضع وفرض قوانين جديدة وهيّ إلغاء قانون تمليك الأراضي وتوزيعها للقرويون وإعطاء المالك السابق 15 فدان فقط بسبب هذه القوانين قررت عصابة فارون شيريفاتف أن تستغل الأثرياء عن طريق النصب والاحتيال عليهم لذا قاموا بإرسال فارون وصديقه ديفداس موخرجي إلى زاميندار والد باكي الذي كان ضحيتهم الجديدة.
بعد موافقة زاميندار قام بدعوة فارون إلى العشاء في بيته وأثناء ذلك كانت باكي تتجسس على والدها وفارون من شرفتها، عندما أتى في اليوم التالي إلى العشاء طلبت منه باكي ألا يُخبر والدها عن الحادث وأثناء العشاء بدأ فارون يُعرفهم على شخصيته وسأله زاميندار عن الجرح الذي على جبهته فأخبره عن تعرضه لحادث ثُمّ بدأ يحكي له عن سوء قيادة السائق الذي صدمه ويذمه ويسبه مما جعل باكي تقوم بصب الشاي الساخن عليه انتقامًا، مضت تلك الأُمسية التي استطاع فارون خِلالها من إثارة اهتمام باكي ووالدها وتمكن من كسب إعجاب زاميندار خصوصًا بسبب ثقافته الكبيرة وخبرته في عمله ومعرفته الرائعة بالكتب والشِعر والفن مما جعله يسأله عن مكان إقامته فأخبره أنّه يعيش مع صديقه ديفداس في غرفة صغيرة بجانب المعبد عندها عرض عليه أن يأتي لكي يعيش في قصرهـ مع صديقه حتى ينتهي من عمله، مضت الأيام حيثُ كانت باكي كل صباح تُراقب فارون عندما يحلق لحيته وصديقه ديفداس الذي يكون عندها يقوم بتقليد حركات ممثله المفضل ديف أناند القِتالية وبدأ فارون الحفر تحت المعبد بحجة البحث عن آثار مفقودة وخلال ذلك كانت تأتي باكي مع والدها لزيارة الموقع ومتابعة العمل، وأثناء ذلك أخبر والد باكي فارون أنّه يوجد في المعبد تمثال غالي الثمن للإله الهندوسي كريشنا والآلهة رادها يعود عُمره إلى أكثر من 300 سنة وهو تُراث توارثته عائلته على مدى قرون.
في أحد الأيام أعلنت الحكومة رسمياً أنّه تمَّ إلغاء قانون تمليك الأراضي وأنّه سيتم توزيعها على القرويون وإعطاء المالك السابق 15 فدان فقط وهذا ما حدث إذ أُخِذت أراضي عائلة باكي ومزارعهم وتم إعطاؤها للقرويون وأصبحت مجانية يأكل منها من أراد، استطاع فارون كسب ثقة زاميندار بشكلٍ ٍكبير خلال بضعة أسابيع وذات مرة اصطحبه في رحلة عائلية إلى البحر هو وصديقه ديفداس، كانت نظرات فارون طوال الرحلة تتجه إلى باكي والأمر مثله كان مع باكي ولاحظ ديفداس ذلك كما لاحظت صديقة باكي ذلك فبدأ ديفداس يخبر فارون بأنّه بالاتجاه الخطأ إشارة إلى أنّه ينظر للفتاة الخاطئة إذ لا يجب أن يتقرب من باكي أبداً وكذلك واجهت صديقة باكي إياها ولكن الاثنين أنكرا وجود شيء وانزعجا من الأمر، عندما عادوا من تلكم الرحلة بدأت باكي كعادتها بالتجسس على فارون من شرفة غرفتها فرأته مُمسكاً بلوحة رسم ويُحاول أن يرسم شيئاً فأتى إليه ديفداس مُتسائلاً لماذا يحمل معه دائماً وفي كل مكان أدوات الرسم ولوحاتٍ خالية ولكنه لا يرسم شيئاً فيها فرد عليه فارون: «يوماً ما سأرسم لوحةً عظيمة سُيشاهدها كل الناس... يوماً ما»، في اليوم التالي باكي التي ظنت أنَّ فارون رساماً مُحترفاً عندما رأته مع اللوحات أخبرت والدها بشكلٍ مفاجيء أنها تُريد أن تتعلم الرسم وأصرت على ذلك فأخبرها بأنه سيحضر أحدهم لكي يعلمها فردت عليه أنّه لا داعٍ للبحث عن أحد لأن فارون يُجيد الرسم، عندما قالت ذلك أُصِيب فارون بالإحراج واضطر للموافقة، كانت هذه حجة باكي حتى تُقابل فارون أكثر وتتعرف عليه عن قرب، أتت باكي إلى الجناح الذي يعيش به فارون لكي يبدأ درسها الأول في الرسم فسألها إن حاولت الرسم من قبل فأخبرته أنها درست الرسم قليلاً في الجامعة فقامت برسم شجرة حتى تُثبت له أنها درست الرسم ولكنها قالت له بأنها لا تعرف أبداً رسم أوراق الشجر فرد عليها فارون بأنَّ ذلك سهل فقام برسم أوراق الشجر ثُمّ قام بتلوينها باللون الأسود بدلاً من الأخضر فاستغربت من ذلك فقال لها أن الأوراق هكذا تُرسم في الفن الحديث فضحكت عليه لأنها اكتشفت أنّه لا يُجيد الرسم أبداً ويدعي ذلك، بعد ذلك قررت أن تقوم هي بتعليمه الرسم بدلاً من أن يقوم هو بذلك وهذا ما حدث لمدة أسابيع إذ أخذت باكي تُقابل فارون كل عصر في موقع عمله وبالبيت بحجة تعليمه الرسم وخلال ذلك تعمقت العلاقة بينهم وتطورت، وذات مرة بعد نهاية أحد الدروس جلس الاثنين أمام البحيرة فسأل فارون باكي عما تُريد فعله بحياتها فردت عليه قائلة: «أريد أن أكتب الكثير والكثير من الكُتب، أحياناً أشعر إنني أُريد الهرب إلى منزلنا في مدينة دالهاوسي [الإنجليزية] استمر في الكتابة هُناك بينما تظل الثلوج تنهمر بخارج المنزل وأبقى أنا بالداخل أكتب وأكتب وأكتب المزيد.»
فقال لها فارون: «أمير دالهاوسي [الإنجليزية] لديه قصر كبير هُناك ؟» فردت باكي: «أجل، قصر جاندريغات ذلك الأمير غني للغاية أكثر كثيراً من والدي حتى!» فأكمل فارون: «وأيضًا لديه تمثال قديم فريد للإله غانيشا، مصنوع من الذهب الخالص على الأقل عمره 500 سنة!» ثُمّ سألته باكي ما إذا كان يُحب ما يعمله من أجل كسب الرزق فرد أن عمله هذا هُوّ ما يعرفه ولم يعرف شيئاً آخر في حياته، فسألته لو حصلت على فرصة لتفعل شيئاً آخر فماذا ستفعل؟ فرد قائلاً: «سأرسم لوحةً رائعةً جداً بحيث يتذكرها العالم أجمع.»
بعد ذلك في طريقهم إلى المنزل تعطلت السيارة بهم وتعرضت باكي لنوبة ربو حادة، قام فارون بإنقاذها وظلت طيلة الطريق نائمة في حضن فارون أثناء قيادته للسيارة، عندما وصلا للمنزل رأهم ديفداس على هذه الوضعية فقال لفارون: «باكي فتاة طيبة وأنت سيكون عليك فطر قلبها وجرحها، سوف تتحطم عندما تتركها وترحل.» فرد عليه فارون: «وماذا لو قلت أنني أحبها ؟» فرد عليه ديفداس: «أنت غير مسموح لك بالحب، لو أردت أن تحب تحتاج إلى إذن وعمك قاسي القلب لن يمنحك إياه.»
في الجزء الأول من الفيلم لا يقوم المخرج بتوضيح حقيقة فارون للمشاهدين وأنّه مجرم لذا يبدو الأمر مشوشاً ومُبهماً، بعد كلام ديفداس وتذكيره لفارون بالواقع بدأ فارون يتجاهل باكي ويتظاهر بأنّه مشغول بالعمل حتى لا يحضر حصص الرسم فذهبت باكي إليه في مكان العمل مُتسائلة متى ستكمل تعليمه للرسم فقال لها بكل برود أنّه سيرحل في الأسبوع القادم وأنّه سيكون من الأفضل لو عادت إلى المنزل، انشغل فارون بالعمل ولكن باكي عادت إليه وصرخت عليه أمام العمال متسائلة لماذا يتعامل معها هكذا فأخذها جانباً بكل غضب فسألته إن كانت تعني له شيئاً فأخبرها أنّه راحل فسألته ماذا عن الوقت الذي أمضيناه معاً فرد عليها: « لقد أردتِ تعلم الرسم» فقالت له باكيةً: «وأنت لم تكُن تعرف الرسم لماذا وافقت ؟ كان بوسعك أن ترفض آنذاك» فرد: «كنتُ غبياً» فسألته: «هل تحبني ؟ قل نعم أرجوك» فلم يرد مما جعلها تذهب، أخبر ديفداس فارون أنّه قام بالأمر الصحيح وأنَّ عمه رئيس العصابة غاضب من تأخرهم ويُريد منهم النهاية من هذه العملية بسرعة.
في اليوم التالي أتى موظف من الحكومة طلب من والد باكي أن يرى الهدايا التي قامت شركة الهند الشرقية بإعطاؤها هدية لعائلة باكي أثناء الاستعمار، وعندما فحصها الموظف طلب من العمال الذين معه أن يأخذوها وقال لِوالد باكي إن كل هذا الذهب والآثار هيّ تُراث وطني سيتم أخذه إلى المتاحف فرد عليه زاميندار أن هذا ميراث عائلته وليس ملكاً للحكومة فأخبره الموظف: «أياً ما أعطتكم إياه شركة الهند الشرقية فإنه لم يكُن ملكاً لهم بل كان مسروقاً، وإن لم تُعطينا الآثار فسنعتقلك.» هذا أثار غضب وقلق زاميندار لأنّه مُهدد بالإفلاس بسبب القوانين الجديدة، أخبر زاميندار فارون بذلك وأنَّ الحكومة تُريد تدمير عائلته لأنهم يتهمونهم بأنهم كانوا أصدقاء للمستعمرين الإنجليز فنصحه فارون ببيع ما تبقى معه من الآثار قبل أن تأتي الحكومة وتأخذ الآثار وأخبره أنّه يستطيع مُساعدته فوافق زاميندار، عندها ذهب فارون وأخبر ديفداس أنّ زاميندار وافق على بيع أملاكه الثمينة وطلب منه إخبار عمه بذلك، في الليل أخذ ديفداس وفارون العمال وأمرهم بالبدء في حفر نفق كبير تحت المعبد، زادت ثقة زاميندار بفارون بسبب نجاح نصيحته له، ولكن الأمر عكس ما تصوره زاميندار إذ أنَّ التجار والأثرياء الذين قاموا بشراء أملاك والتُحف الأثرية الخاصة بزاميندار لم يكونوا صادقين بل هم من ضمن العصابة خدعوا زاميندار وسرقوا ورث عائلته وأعطوه مالاً مزوراً.
تظاهر ديفداس أنّه سافر إلى كلكتا حتى يُخطط للسرقة الكُبرى عندها أخبر فارون زاميندار أمام باكي أنّه سيرحل أيضًا وأنَّ عمله انتهى، في الليل ذهبت باكي إلى غرفة فارون سراً وطلبت منه بكل يأس وبكاء أن لا يذهب ويتركها فقبلها ونامت معه وفي الصباح اعترف فارون لزاميندار أنّه يحب باكي ويُريد الزواج منها فسأله عن والديه فأخبره أنهما ميتان وأنَّ لديه عم قام بتربيته وتعليمه كُلّ ما يعرف فطلب منه الاتصال به ودعوته للحضور فقال له أنّه إذا جاء لن يسمح بالزواج وقال له أنّه لا يُريد إلا الزواج بباكي ثُمّ أخذها والرحيل إلى مكان بعيد وقال له أنّه سيجعل باكي سعيدة وسيمنحها حياته، عندما رأى زاميندار مدى عشق فارون لباكي إضافة إلى ثقته به وافق على الزواج وقام بدعوة كل أهالي القرية وبدأ بتزيين القصر والاستعداد لتزويج باكي، عاد ديفداس من كلكتا وقد أحضر معه باجباي عم فارون وأخبره بكل شيء عن علاقة باكي وفارون، عندما وصل استقبله زاميندار ولمّا رأى الزينة التي تملئ القصر سأله إن كان هناك احتفال ما فقال له إنه زفاف ابنتي ولم يكُن يعرف أنّه عم فارون لأنَّ باجباي ادعى أنّه تاجر يُريد شراء آثار من زاميندار، عندها استغرب ديفداس فذهب مُسرعاً إلى فارون وسأله ما إذا كان جاداً بالزواج وإن كان سيخبر عمه أو لا فقال له بأنّه جاد وأنَّ الزواج غداً بالمعبد ولا يعرف هل يخبر عمه أو لا فرد عليه ديفداس: «لماذا تفعل كل هذا إذا ؟ أتُريد أن تحطم باكي تماماً ؟ ماذا عن عملنا ؟» فقال له إنه عملك الآن، ذهب فارون وترك ديفداس فإذا به يُقابل عمه وقد أخبره زاميندار بكل شيء عن الزواج فقال له: «لا تعض اليد التي أطعمتك»، فقال له فارون أنّه سوف يتزوج يوماً ما وقد حان هذا اليوم فرد عليه: «أنا لم أتزوج أبداً كيف كُنت سأعتني بكم لو تزوجت ؟» فقال فارون: «أعرف ما فعلت من أجلنا، ربيتنا وعلمتنا كل شيء، أنا فعلت كل شيء طلبتموه مني، وأنا لم أطلب منك شيئاً أبداً» فسأله عمه:
| لوتيرا | هل تعرف باكي ماذا تعمل حتى تكسب عيشك ؟ أتعرف لماذا أنت هنا ؟ أتعلم ؟ لقد قُتِل صديقك سوراج أثناء محاولته الهرب من الشرطة، كان لديه ابنتان وابن واحد أصبحوا أيتاماً، أنت تعرف هذا ؟ هذه هيّ الحياة التي نعيشها! أهذا ما تُريد تقديمه لها ؟ أُريدك أن تترك هذا المكان وهذه الفتاة وتأتي معي إلى كلكتا غداً، لا يُمكننا توفير رفاهية العلاقات والزواج في عملنا! لا تظن أنّه لا يُمكنني إخبار حماك زاميندار بحقيقتك وفضحك أمامه. | لوتيرا |

بسبب تهديد باجباي عم فارون له بأنّه سيخبر باكي ووالدها بالحقيقة وبسبب تذكيره له بصعوبة العمل وأنَّ باكي لن تكون سعيدة إذا ما تزوجها وأنَّ حياته مهددة بالقتل وأنَّ الناس الذين مثلهم لا يُمكنهم إنشاء عائلة والزواج والوقوع بالحب لأنَّ حياتهم غير مُستقرة وبسبب ضغط صديقه ديفداس من كونه سيجرح باكي إذا عرفت الحقيقة وبسبب العصابة قرر فارون في فجر يوم الزفاف أنَّ يترك باكي فأخذ أغراضه مع ديفداس، بدأت باكي تستعد لحفل زفافها بينما والدها ذهب للمعبد وهُناك أخرج تمثال الإله الهندوسي كريشنا والآلهة رادها المصنوع من الذهب الخالص فقام الكاهن بصب الماء المقدس على التمثال ثُمّ تفاجئ عندما بدأ لون التمثال بالبهت شيئاً فشيئاً ثم سقط رأس الصنم من مكانه وذلك لأنّه كان مُزيفاً إذ أنَّ فارون وديفداس أخذوا التمثال الحقيقي وصنعوا تمثالاً مزيفاً عوضاً عنه وقاموا بمُساعدة العصابة بتهريب التمثال من النفق الذي حفروه أسفل المعبد وسرقوا معه كُلّ ما يوجد في المعبد من تماثيل وذهب وفضة وياقوت ومجوهرات وآثار غالية الثمن وسرقوا أيضًا التحف الثمينة من قصر زاميندار، اكتشف زاميندار النفق المحفور تحت المعبد ثُمّ هرع إلى القصر باحثاً عن ديفداس وفارون فصُدِم بعدم وجود فارون ثُمّ أتى إليه موظف البنك وأخبره أنَّ النقود كانت مُزيفة وأنها مزورة وليست حقيقية فعرف أنّه كان محتالاً استطاع خدعه، أتت باكي إلى والدها وهيّ مُرتدية فُستان الزفاف وبكامل زينتها وسعادتها ولكنها تجشمت عندما رأت وجه أبيها وعيناه الباكيتان على ابنته السعيدة.
بعد ذلك بسنة واحدة أي عام 1954 تظهر لنا باكي التي انتقلت للعيش في بيت عائلتها الصغير بمدينة دالهاوسي [الإنجليزية] وهيّ قاعدة قُبيل طاولة صغيرة تكتب عليها إحدى رواياتها بينما خادمة تقوم بطبخ طعام العشاء لها حيثُ بقيت باكي كلما كتبت شيئاً لا يعجبها تقوم برمي الورقة فتبدأ بكتابة الرواية من جديد فأتت إليها خادمتها شياما مُخبرة لها أنَّ العشاء جاهز وتطلب منها الإذن حتى تعود إلى بيتها، ثُمّ ما آن ذهبت الخادمة حتى عادت لباكي ذُكريات والدها وكيف وجدته ميتاً في إحدى الليالي على مكتبه بسبب حسرته وخيبة أمله والفضيحة التي حدثت لابنته وبسبب خيانة فارون له وبسبب إفلاسه لأنَّ العصابة سرقت كُلّ ما يملك وبسبب حزن ابنته التي أحبت فارون بصدق. في اليوم التالي أتى المحقق كي إن سينغ وقال لها: «أنت تعرفين فارون أكثر من أي شخص، إذا لم تساعدي الشرطة فسيكون من الصعب علينا إلقاء القبض على عصابتهم، ما حدث في مانيكبور [الإنجليزية] قد حدث في عدة مرات من قبل هذه العصابة قد سرقت ملايين من والدك والأثرياء الآخرين، لقد حطموا عائلات كثيرة.. والدك لم يكُن الوحيد الذي مات بسببهم.» فردت عليه باكي: «أبي لم يُمت لأنّه سُرِق، لقد تحطم قلبه.. تم خِداعه لقد وثق حقاً بفارون.» فقال كي إن سينغ: «لو كان حياً كان سيُريد أن يدفع فارون الثمن، أليس كذلك ؟» فأخبرته باكي أنها لا تريد الانتقام وأنها فقط تريد أن تنسى فارون وما فعله فرد عليه المحقق إذا كانت تريد إخباره شيئاً فلتتصل عليه. بعد ذلك عادت باكي إلى الكتابة كعادتها فبدأت بكتابة قصة قصيرة رومانسية عنها وعن فارون ثُمّ قامت بقطع الورقة من شدة غضبها فإذا بها تقوم مُسرعة إلى الهاتف فاتصلت بالمحقق سينغ وقالت له أنَّ فارون أخبرها في إحدى المرات أنَّ أمير دالهاوسي [الإنجليزية] يملك تمثالاً ثميناً للإله غانيشا مصنوع من الذهب الخالص وأنّه قد يكون هذا هدف فارون والعصابة في دالهاوسي [الإنجليزية]، ذهب المحقق سينغ إلى الأمير وأخبره بالأمر وسأله إن كان فعلاً عنده التمثال الذي أخبر فارون باكي عنه؟ فأجابه بالإيجاب عندها قام المحقق بتدبير خطة مع الأمير حتى يوقع بفارون إذا ما أتى إلى دالهاوسي، بعد ذلك اتفقت باكي مع المحقق سينغ على أن يقوم الشرطة بحجز كُلّ الشقق والبيوت المعروضة للإيجار في دالهاوسي بينما تقوم هيّ بعرض جزء من بيتها للإيجار حتى إذا ما أتى فارون مع العصابة إلى دالهاوسي لا يجدون مكان للسكن به إلا بيت باكي عندها سيقومون بالقدوم لإستئجار عند باكي وهيّ ستخبر المحقق سينغ بذلك فيقوم بإلقاء القبض عليهم ويدخلهم السجن.
بسبب ما فعله فارون بباكي وبسبب خيانته لها وخداعه لها وتركه لها في يوم زفافها وبسبب موت والدها ساءت صحة باكي كثيراً وتفاقم مرضها ولم تعود تعتني بنفسها وبسبب أجواء دالهاوسي الباردة وأمطارها وثلوجها تفاقم مرض الربو مع باكي أكثر وزادت نوباتها أكثر ورفضها لأخذ العلاج زاد من حدة مرضها وصعوبة تنفسها أكثر، مرت أياماً كانت باكي تنتظر قدوم فارون من أجل الإيجار وأثناء ذلك أُصِيبت باكي بنوبةٍ حادة جعلتها تخرج الدم خلال كحها مما جعل خادمتها شياما تُحضر لها الطبيب وعندما عاينها اكتشف إنها مريضة بمرضٍ مُميت هُوّ مرض السل فقال لها الطبيب أنها ستموت عما قريب وأنّه إذا أرادت أن تعيش أكثر عليها تأخذ الأدوية وتترك دالهاوسي وتذهب للعيش في مكانٍ دافئ أكثر حتى لا يقضي عليها مرض السل بسرعة كبيرة فردت عليه: «الجميع يجب أن يموتوا يوماً ما، لماذا ينبغي عليّ أنا أن أعيش ؟» فقال لها الطبيب: «إن بقيتِ حيّة سيكون بوسعك أن تكتبِ كتاباً آخراً» فقالت: «لقد استهلك ما أكتبه حياتي» عندما سمعت الخادمة شياما ما قالته باكي ذهبت تبكي أثناء طهوها للطعام لأنها الوحيدة التي رأت معاناة باكي وشاهدتها وهيّ تموت بشكلٍ بطيء.
كانت هُناك شجرة خضراء كبيرة ذات أوراق يُقدر عددها بالمئات في حديقة بيت باكي ومع قدوم فصل الخريف بدأت أوراق الشجرة بالتساقط الواحدة تلو الأُخرى عندها تذكرت باكي القصة التي رواها لها والدها وهيّ قصة أمير قبيلة «بِيلْ» القوي الذي قرن وربط حياته ببغاء فإذا ما مات الببغاء فسيموت هُوّ أيضًا، كانت باكي تُركز نظرها على ورقة واحدة من أوراق هذه الشجرة لأنها قد ربطت حياتها بحياة هذه الورقة واعتبرت أنها الببغاء الخاص بها وأنّه إذا ما سقطت الورقة من على الشجرة فإنها ستموت لذا كانت باكي عندما تستيقظ كل صباح تذهب إلى النافذة لرؤية هذه الورقة، من جهة أُخرى فارون لا زال يتذكر باكي ولم ينساها أبداً وكان يحمل في كل مكان يذهب إليه صورة تجمع بينه وبينها.
نجحت الخطة التي وضعها المحقق سينغ وعرضت باكي جناح الضيوف للإيجار وحجزت الشرطة على كل الشقق مما جعل فارون الذي كان هدفه التالي هو أمير دالهاوسي يأتي مع صديقه ديفداس من أجل معاينة بيت باكي، عندما أتى قامت شياما خادمة باكي باستقبال فارون وديفداس الذان كانا مُتنكرين وعرضت عليهم جناح الضيوف بينما كانت باكي تُراقبهم سراً من النافذة، سأل ديفداس شياما عمن يعيش في المنزل فردت لا يوجد إلا سيدة المنزل التي لا تخرج كثيراً بسبب مرضها الشديد، لم يُعجب المكان فارون وديفداس فقررا الذهاب وفي طريق ذهابهم شَعر فارون أنَّ أحداً ما يُراقبهم فالتفت تجاه بيت باكي فإذا بستارة النافذة تُغلق بسرعة وخوف فظل ينظر للنافذة بسبب إحساسه الغريب، في ذات اللحظة رن هاتف باكي فردت عليه فإذا هُوّ المحقق كي إن سينغ اتصل ليُخبرها أنَّ باجباي عم فارون ورئيس العصابة تم الإمساك به واعترف أنَّ فارون وديفداس سوف يصلان قريباً إلى دالهاوسي وطلب منها أن تخبره إذا أتى فارون وديفداس لإستئجار بيتها فلم تخبره أنهما وصلا إلى بيتها.
ذهب فارون مع ديفداس إلى قصر أمير دالهاوسي وكالعادة قاما بتغيير أسماؤهم وأشكالهم وشخصياتهم حتى يخدعوه، كان الأمير يعلم بأمرهم فجاراهم في كذبهم واتفقوا معه على أن يقوموا بنقل تمثال الإله الهندوسي غانيشا إلى أحد الأماكن فوافق وقال لهم أن يأتوا غداً من أجل أخذ مقاسات التمثال حتى ينقلوهـ وهذا في الحقيقة اتفاق بينه وبين الشرطة حتى يلقون القبض عليهم، ما آن ذهبوا حتى اتصل الأمير بالمحقق سينغ وأخبره بما حدث، بعد ذلك أخذ المحقق سينغ رجال الشرطة المُسلحين معه حتى يُلقي القبض على فارون وديفداس، قام عناصر الشرطة المتخفين بالذهاب خلف فارون وديفداس من أجل مراقبتهم، حاول فارون وديفداس الاتصال بالرئيس باجباي ولكنه لم يكُن يُجيب مما جعل فارون يشك بالأمر أكثر إذ أنّه لاحظ رجال الشرطة المتخفين ولكنه لم يتأكد بعد، من جهة أُخرى كان المحقق سينغ يُحاول الاتصال بباكي ولكنها لم ترد عليه عمداً، ظلت الشرطة تتبع خُطى فارون وديفداس وفي أحد الطرقات الضيقة لاحظ فارون أنَّ اثنين من الشرطة المُتنكرين يلحقانهم فأخبر ديفداس بذلك وأتفق معه على أن يفترقا من أجل تشتيتهم ثُمّ يجتمعا من جديد، بدأ فارون وديفداس الهرب كُلٍ منهم في اتجاه آخر فأشهر الشرطة أسلحتهم وقاموا بمطارتهم وظهر عناصر الشرطة الآخرون من ضمنهم كي إن سينغ الذي لحق بفارون، حدثت بينهم مُطاردة طويلة خلالها تم تبادل إطلاق النار بينهم تحديداً بين المحقق سينغ وفارون، أُصيب فارون بطلقٍ ناري من كي إن سينغ ولكنه استطاع الهرب منه والاختباء ولكن وجده أحد رجال الشرطة الذي حاول إطلاق النار على فارون مما دفع فارون لقتله، في ذات اللحظة أتى ديفداس راكضاً من خلف فارون الذي أعتقد أنّه شرطي لذا قام بإطلاق النار عليه مُباشرة من دون أن يراه وعندما انتبه صُدِم أنّه قتل صديقه ديفداس، وصلت الشرطة مباشرة بسبب سماعهم لصوت إطلاق النار مما جعل فارون يركض فاراً منهم، تمكن فارون من الاختباء لمدة ساعات عن الشرطة التي كانت تبحث عنه في كُل أرجاء المدينة، اختبئ فارون في إحدى الصيدليات التي وجد داخلها أدوية فقام بإخراج الرصاصة من بطنه وعالج نفسه بصعوبة، في هذه الصيدلية حاول فارون أن يتصل على أحد اصدقاؤه لمساعدته فوجد عن طريق الصدفة فاتورة لأحد الأدوية تحمل اسم «باكي روي شودهاري» مع عنوان بيتها عندها عرف فارون بما يجري وأنَّ باكي تعيش في دالهاوسي وأنها السبب في معرفة الشرطة لهم وأنها السبب في كُلِّ ما حدث وأنها صاحبة ذاك البيت، في ذات اللحظة استطاع المحقق سينغ معرفة مكان فارون لأنّه نزف كثيراً من الدماء فتتبع دماؤه النازفة حتى وصل إلى الصيدلية عند ذلك هرب فارون من هناك وعندما وصل كي إن سينغ وجد الصيدلية غارقة بدماء فارون فعرف أنّه مُصاب إصابة بالغة ولن يذهب بعيداً، بعدما هرب فارون الذي كان يعرج بسبب إصابته الشديدة لم يعرف إلى أين يذهب إلا منزل باكي، في جهة أُخرى باكي كانت تتمشى في حديقة منزلها فأُصيبت بنوبة بسبب الثلوج التي كانت تتساقط عليها فذهبت مُسرعة حتى تأكل دوائها وبينما هيّ على هذه الحال دخل عليها فارون الذي كان في قمة غضبه لأنّه اكتشف حقيقة ما فعلته باكي فلم يكُن منه أن يفعل عندما رأها إلا أن يمسكها بكل قوته ويصرخ في وجهها: «أنت من أخبر الشرطة!! أنت من أخبر الشرطة!!» عندها سقطت باكي مُغمى عليها بسبب صعوبة تنفسها وعدم أخذها للدواء، بعد ذلك قام فارون بإنقاذها حيثُ ضربها بإبرة هدأت من نوبتها.
في الصباح استيقظت باكي فوجدت فارون خائفاً يُراقب النوافذ خوفاً من وصول الشرطة فقال لها: «لقد مات صديقي بسببكِ لهذا لن أتركك تموتين بهذه السهولة!»، إشارة منه إلى أنّه لم يُنقذها ويُعطيها الدواء حباً لها، فردت عليه: «لم أظن أنك تحمل أيةِ مشاعر» فقال لها: «ما زلت لا تعرفين الكثير عني يا باكي» فطلبت منه الرحيل عن بيتها فقال لها: «أحتاج إلى مكانٍ للإختباء فيه» فقالت له: «لن تجد هذا المكان هنا، أرحل وإلا سأستدعي لك الشرطة» فرد عليها: «لن تفعلي!» عندها ذهبت متوجهه إلى الهاتف ولكن فارون قام بمحاولة منعها خلال ذلك دخلت الخادمة شياما التي تأتي من بيتها كل صباح كعادتها لطبخ الطعام وتنظيف المنزل عند ذلك أشهر فارون المسدس في وجهها وسألها إذا ما سألها الشرطة عنه فحاولت باكي منعه من إشهار المسدس مما جعله يرفعه بوجه باكي فعاد لسؤال شياما عن الشرطة فقالت له شياما: «لا، ولكن صورتك تم توزيعها في كل مكان، إنهم يبحثون عنك، لقد اتهموك بقتل ضابط شرطة وهم يقولون أنك قتلت صديقك!» عند ذلك ثارت ثائرة باكي وصرخت بوجهه: «هل قتلت ديفداس ؟!» فأكملت شياما: «هُناك أوامر بإطلاق النار عليك عند رؤيتك، من أنت ؟؟»
فردت باكي:
«إنه تجسيد للإله فيشنو يا شياما، بعشرة أسماء وعشرة وجوهـ!»
ثُمّ ذهبت إلى غرفتها فلحق بها فارون بكل غضب قائلاً لها:
«أنا لم أقتل ديفداس عمداً!، لقد كان صديقي مثل أخي!»
فصرخت باكي بوجهه:
«وماذا عن ضابط الشرطة ؟!»
فرد:
«كانوا يطلقون النار عليّ فأطلقت النار عليه، كان ذلك خطأ»
فقالت باكي: «لا أصدقك» فقال فارون: «إنها الحقيقة!»
فردت باكي ببكاء:
«كان ينبغي عليك قول الحقيقة آنذاك عندها كان يُمكن إنقاذ أشياء كثيرة!»
فقال: «لم أكُن أستطيع خيانة صديقي ديفداس وعمي باجباي لقد رباني منذُ أن كُنت صغيراً، لم أستطع هجرانهم هكذا»
فقالت له:
«ولكن كان بوسعك أن تهجرني ؟! كان يُمكنك أن تخون ثقتي ؟!»
فرد:
«أنتِ لن تفهمي أبداً، لم تري أو تُشاهدي شيئاً، لقد عشتِ كُلَّ حياتك في القصور برفاهية وترف، لن تفهمي أي شيء!»
ثُمّ التفت فارون فإذا بشياما مُمسكة بمسدسه باتجاه وجهه فأخبرها أنّه لا يحتوي على أي رصاصٍ ثُمّ خرج إلى الحديقة فسألت شياما باكي إذا ما أردت أن تتصل على الشرطة أم لا فقالت لها باكي ألا تفعل ذلك فسألتها لماذا تحاول إنقاذه فلم ترد عليها بشيء، قام فارون بمُكالمة صديقه حتى يأتي ويأخذه، ذهب لباكي وأخبرها أنّه سيرحل غداً في الصباح الباكر وأنّه سيقضي الليلة في بيتها وأنها لها كامل الحرية في الاتصال بالشرطة إذا أرادت، بعد ذلك رأى صورة زاميندار والدها على الطاولة فسألها عنه فأخبرته أنّه قد مات فسأله كيف ذلك فردت: «أنت قتلته كما قتلت صديقك ديفداس، لم يكُن هذا خطؤك على أيةِ حال»، ثُمّ ذهب فبكت باكي بينما كان فارون يتصنت على بُكاؤها من خلف الباب ويبكي معها.
شياما ذهبت تلك الليلة إلى بيتها وقبل ذلك أخبرت فارون أنها لن تخبر الشرطة بشيء، في ذات اللحظة كانت باكي تكتب كعادتها بينما كان فارون يُراقبها من بعيد وبعد أن خلدت إلى الفراش تسلل إلى مكتبها لكي يقرأ ما كتبت فوجد أنَّ ما كتبته كان:
| لوتيرا | لقد جئتُ إلى دالهاوسي لأهرب من ماضيِّ، لأنسى كُلَّ شيء، لماذا عُدتَ إلى حياتي ؟ لماذا سمحتُ لك بذلك ؟ لماذا فقط لا أقتلك وأنت نائمٌ ؟ لا بد أنَّ رؤيتك لي بهذه الحال تسبب لك الكثير من السعادة! هل ترى تلك الشجرة الكبيرة في وسط الحديقة ؟ إنني أحدق فيها ليلاً ونهاراً وأوراقها تتساقط، إنها مِثل ببغاء أمير قبيلة "بِيلْ"، حياتي بداخلها! في اليوم الذي تسقط فيه آخر ورقة هُوّ اليوم الذي سألفظ فيه آخر أنفاسي ثُمّ أموت، أنا مريضة بالسل وأحتضر، هذا هُوّ المكان الذي أحضرتني إليه، أتمنى أن تخجل من الحياة بهذا الشكل لكنني أعرف أنك لا تُبالي بي أو تهتم لأمري أصلاً يا فارون! كُلّ ما ستفعله هُوّ الإختباء كما تفعل دائماً! | لوتيرا |
بعد أن قرأ ما كتبت ظل فارون طيلة الليل يُراقب باكي وهيّ نائمة ثُمّ في فجر اليوم التالي أخذ أغراضه فأحست باكي بصوته وعندما خرج رأى الشجرة التي كتبت عنها باكي فأكمل طريقه ولمّا وصل لصديقه الذي كان ينتظره قام صديقه بمُناداته ولكنَّ فارون نظر إليه بعينان دامعتان وابتسامة على وجهه ثُمّ استدار عائداً إلى بيت باكي ثانيةً، عاد إلى منزل باكي وأخبرها أن الوضع في الخارج ليس آمن لذا سيكون عليه أن يبقى في بيتها لعدة أيام أُخرى.
في وقت آخر من اليوم كعادة باكي كانت تكتب على مكتبها وأثناء ذلك أحضر لها فارون كأساً من الشاي فقامت برميه بكل قوتها فعاد فارون بهدوء لكي يجمع زجاج الكأس المكسور فصرخت في وجهه: «ما الذي تحاول إثباته ؟!» فرد بلا شيء فقالت: «عندما كان عليك أن تعتني بي لم تكُـ..» فقاطعها وقال: «أعرف، تركتك ولم أكُن موجوداً، كنتُ مُحاصراً بالناس» ثُمّ أصبحت باكي تتشاجر معه فطلبت منه الرحيل فقال لها ألا تصرخ حتى لا تُصاب بنوبة أُخرى فأكملت الصراخ عليه وأُصِيبت بنوبة لذا قام بإحضار إبرة فضربته حتى لا يعطيها الدواء وظلت تضربه وتعضه حتى استطاع السيطرة عليها وأعطاها الإبرة غصباً عنها خلال ذلك اتصل المحقق كي إن سينغ ولكنها لم تُجيب، بعد الإبرة تخدرت باكي فاضطرت للذهاب إلى فراشها بينما كان فارون قاعداً على الأرض قُبيل الحائط فإذا بها تقول له:
| لوتيرا | أحياناً أشعر أنني أود قتلك، أنا أكرهك كثيراً، لكنني لم أعد أملك الطاقة والقوة لأي شيء، فقط أُريد إطلاق سراح فارون، منك، من نفسي وقلبي، من هذه الحياة. | لوتيرا |
ذهب فارون للخارج حتى يقطع الحطب فرأى الشجرة فإذا كُل أوراقها قد سقطت مع عدا ورقة واحدةً، ثُمّ أخرج فارون عُدة الرسم التي يأخذها معه إلى كُلِّ مكان ولكنه لا يرسم شيئاً وبدأ برسم ورقة شجر عملاقة. في اليوم التالي استيقظت باكي ونظرت من نافذتها إلى الشجرة كالعادة مُنتظرة سقوط الورقة ثُمّ خرجت إلى الصالة فإذا بفارون قد أعد سفرة كبيرة مليئة بالطعام ودعاها للأكل ولكنها أغلقت بابها عليها تاركةً إياه، وفي الليل أُصيبت بحُمى فسهر فارون بجانبها يضع لها الكمادات الباردة ثُمّ ذهب حتى يُكمل رسم الورقة العملاقة. في اليوم الذي يليه استيقظت باكي وتوجهت إلى النافذة لرؤية الورقة الأخيرة في الشجرة هل سقطت أم لا ثُمّ أحضر لها فارون طعاماً وطلب منها أن لا تكسر الصحن لأنّه لن يأكل معها، ثُمّ ذهب ليحتطب كالعادة فقامت باكي لمراقبته من الشرفة، وفي الليل قام فارون بالسهر على رأسها يرعاها ويضع على رأسها الكمادات الباردة ويُشاهدها بصمت. في اليوم الثاني بدأت باكي تلين مع فارون وتتذكر حُبها له وكالعادة أمضت باكي يومها في الكتابة بينما فارون يطهو لها ويقطع الحطب حتى يُدفئ المنزل ثُمّ في الليل يسهر عندها يعتني بها ويحاول تخفيف الحمى وخلال ذلك اتصل المحقق كي إن سينغ عليها فاستيقظت ولكنها نظرت لفارون الذي كان يعلم أن من يتصل هم الشرطة وهذا أثار قلق المحقق سينغ أكثر عليها. في اليوم التالي استيقظت باكي واطمئنت كعادتها على الورقة الأخيرة في الشجرة ثُمّ ذهبت للبحث عن فارون في الصالة فلم تجده مما أثار خوفها من كونه ذهب وتركها فذهبت للباحة الخلفية للمنزل فوجدت فارون واقفاً يقوم بتلوين الورقة التي يرسمها سراً ولكن باكي لم تُلاحظ الرسمة بل كانت تنظر إليه بعيون مُشتاقة عندها ترك فارون فرشاة الرسم من يده مُتفاجئاً من نظراتها المليئة بالحب له فرسم على شفتيه شبه ابتسامة ونظر إليها بكل سعادة ولكن سُرعان ما اختفت هذه الابتسامة وتحولت نظراته إلى نظرات حزينة بعدما تذكر سوء أفعاله معها ثُمّ تحولت إلى نظرات نادمة ترجو السماح وتطلب المغفرة من باكي ثُمّ أشاح بنظره عنها إلى الأرض خجلاً منها على فعله ثُمّ رفع رأسه ونظر إليها بعيون باكية وعبرة مخنوقة وزفرة موجوعة فابتسمت له باكي من جديد استمرت النظرات بينهم لدقائق عديدة لم يشعرا خلالها بمرور الوقت، ثُمّ سمعت باكي صوتاً أتى من ناحية الباب قام بمُقاطعة نظراتهم لبعض فذهبت لترى من على الباب فإذا به المحقق كي إن سينغ يسألها لماذا لا يرد أحداً على اتصالاته وإن كان كل شيء على يرام معها فقالت له أنها بخير وهيّ مريضة قليلاً فقط فسألها إن كانت رأت أو قابلت فارون فردت: «ِلماذا قد أقابله ؟ أنت قلت أنّه قد يأتي ولكن لم يأتي أحداً جناح الضيوف لا زال خالياً ولوحة عرض الإيجار لا زالت معروضة في الخارج.» ثُمّ طلب منها أن تسمح له بالتفتيش في البيت فسألته إن كان لديه إذن تفتيش فأجاب بالنفي وقال أنّه ليس معه الآن ولكنه سيحضر إذن تفتيش غداً فقالت له إذن تعال غداً مع إذن التفتيش إذا أردت تفتيش المنزل فسألها لماذا تحاول حمايته فقالت له أنها لا تحمي أحداً فذكرها أنَّ فارون السبب في موت والدها وأنّه قتل أحد الضباط وقتل صديقه وسبب ذلك سيقضي بقية حياته بالسجن وقد يُعدم حتى وقال لها أنّه سيحضر غداً بالإذن وسيحضر 10 رجال حتى لو حاول الهرب بالليل سيقتلونه وإن حاول الهرب في الصباح فسيقتله هُوّ بنفسه، ذهب كي إن سينغ وسمع فارون الذي كان مُختبئاً كلامه.
بعد ذلك دخل فارون إلى البيت فوجد باكي القلقة عليه جالسةً على الأريكة فجلس بجانبها فقال لها: «أتعرفين اسمي الحقيقي ؟» فسألته ما هُوّ فقال «أتماناند تريباثي» عندها ضحك وضحكت معه باكي فأخبرها أنها تبدو جميلة إذا ابتسمت فقالت باكي له بعبرة مكتومة أن كي إن سينغ سيقتله فقال لها: «أتعرفين ماذا كان سيقول ديفداس لو كان حياً بشأن ذلك ؟» فسألته ماذا فرد: «لا يوجد شخص حيٌ سواء كان اسمه كي إن سينغ أو راهمان يُمكنه أن يُفسد تصفيفة شعر الممثل ديف أناند» فقالت له أنّه ليس بطلاً خارقاً في أحد الأفلام حتى ينجو من الموت كل مرة فرد عليها: «لن يقدر على لمسي، لقد هربتُ مما هو أسوأ بكثير» فقالت له أنّه سيحضر إذن التفتيش غداً فأخبرها فارون أنّه سيرحل الليلة عند ذلك أشاحت باكي بنظرها عنه مُحاوِلة كتمان حزنها وحبس دموعها فطلب منها فارون أن تنظر إليه ثُمّ ركع فارون على ركبتيه أمامها ومسك بيديها وقال لها:
| لوتيرا | اسمعيني، أستمعي إليّ، أنا أعرف أنكِ لا تصدقين كلمة أقولها، لكنني اليوم لن أكذب عليكِ، لا يُمكنني أن أُسامح نفسي على ما فعلته بكِ، فقط أنتِ مَن يملك الحق في مُسامحتي، لكنني أكره نفسي وسأظل أكره نفسي ما حييتُ | لوتيرا |
فسألته باكي إذا ما أحبها فعلاً في أحد الأيام، فرد ببكاء:
| لوتيرا | أحببتك فعلاً بشدة وما زلت أُحبكِ، أنتِ كُنتِ فرصتي الوحيدة لأعيش الحياة الفُضلى والحقيقية وأنا أضعتُها، جميع الأشخاص الذينَّ مروا في حياتي أستغلوني، أنتِ فقط من أحببتيني بصدقٍ وأنا لم أستطع أن أُبادلك الحب الذي تستحقينه، هذه ليست الحياة التي يجب أن تعيشيها، مُعتمدةً على ورقة الشجرة الأخيرة، هذا ليسَ صحيحاً، إنها ليست ببغائك! | لوتيرا |
فسألته باكي ببكاء وماذا لو سقطت هذه الورقة فقال لها فارون:
«لن تسقط، هذا وعدٌ مني لكِ»
عندها قام بضمها إليه وبقي يحضنها ويقبل رأسها طيلة الليل حتى هدأت وتوقفت عن البكاء ونامت ثُمّ في فجر اليوم التالي انسحب من السرير بكل هدوء وأطفئ المُصباح ووضع صورةً تجمع بينه وبين باكي كان يحملها في كل مكان على مكتبها ثُمّ نظر لباكي نظرةً أخيرةً توديعاً لها وأخذ جاكيته وخرج من البيت بينما ترك عدة الرسم الخاصة به هُناك، عندما خرج أخرج من جيبه الرسمة التي على شكل ورقة شجر وقد رسمها سراً عن باكي حتى يربطها في الشجرة ولا تفقد الأمل ثُمّ تسلق الشجرة وقام بربط ورقة الشجر التي رسمها بغصن الشجرة وأثناء محاولته ذلك طارت الرسمة مع الرياح ولكنه أمسك بها فنزف جرحه الغائر وربطها من جديد، بعد أن ربطها سقط من فوق الشجرة على الأرض وهو يضحك بجنون، ثُمّ قام يشد نفسه شداً بسبب تعبه مع ابتسامة سعيدة رسمها على محياه ومشى بضع خطوات خارج سور حديقة باكي فوجد أمامه كي إن سينغ مع 9 رجال شرطة حاملين أسلحة باتجاه فارون فزادت وكبرت ابتسامته أكثر من قبل ولم يتوقف أمام الشرطة والأسلحة بل أكمل سيره وابتسامته ومشى أكثر باتجاه الشرطة بدلاً من محاولة الهرب مما أثار أستغراب المحقق كي إن سينغ عندما رأه يبستم بشكلٍ جنوني وغريب، أكمل فارون سيره باتجاه الشرطة ثُمّ أخرج من جيبه المسدس الذي كان فارغاً من الرصاص وقد فعل ذلك حتى يطلق كي إن سينغ النار عليه وهذا ما حدث إذ أمر عندها المحقق سينغ الشرطة بإطلاق النار فبدأ الشرطة يقطعون ويمزقون جسد فارون برصاصتهم وخلال ذلك لم يتوقف فارون عن الابتسام فسقط على الأرض ميتاً ولم تختفي ابتسامته، في ذات اللحظة التي أغلق فيها فارون عينيه مُعلناً وفاته فتحت باكي عيونها مُستيقظةً من النوم فقامت بدلاً من أن تذهب لرؤية الورقة الأخيرة على الشجرة كعادتها كل صباح ذهبت تبحث عن فارون في أرجاء البيت فلم تجده فخرجت للحديقة تبحث عنه فلم تجده أيضًا فنظرت إلى الشجرة ورأت الورقة التي رسمها فارون من أجلها عندها بدأت تتذكر عندما طلبت من فارون أن يُعلمها كيف ترسم أوراق الشجر فرسمها بشكلٍ سيء بينما هذه الرسمة التي رسمها فارون من أجلها كانت دقيقة ومرسومة بشكل مُتقن ورائع وتذكرت دورس الرسم التي كانت تُعطيه إياها وتذكرت عندما قال لها أمام البُحيرة أنّه يُريد أن يرسم لوحةً رائعةً جداً بحيث يتذكرها العالم أجمع فضحكت باكي بكل سعادة بينما كانت الدموع تنزل من عينيها.

## الممثلون
- رانفير سينغ بدور فارون شيريفاتف وأتماناند تريباثي وناندو.
- سوناكشي سينها بدور باكي روي شودهاري.
- بارون تشاندا بدور زاميندار والد باكي
- فيكرانت ماسي بدور ديفداس صديق فارون وشريك بالعصابة.
- عارف زكريا بدور باجباي عم فارون ورئيس العصابة.
- عادل حسين بدور المحقق والضابط كي إن سينغ.
- ديفيا دوتا بدور شياما خادمة باكي.

## الإيرادات

### داخل الهند
في الهند جمع الفيلم في أوَّل يوم من الافتتاح 4.50 كرور أي 710,000 دولار أمريكي، وخلال الأسبوع الأول من عرضه جمع ما يُعادل 18.75 كرور أي 2.9 مليون دولار أمريكي وكان مجموع إيراداته 4.4 مليون دولار أمريكي.

## الجوائز
فاز بالعديد من الجوائز وترشح لها، كان من ضمنها ترشحت سوناكشي سينها لجائزة أفضل ممثلة في دور رومانسي بحفل "BIG Star Entertainment Awards" وفازت بها وترشح رانفير سينغ لذات الجائزة في فئة أفضل ممثل في دور رومانسي ولكنه لم يفُز، وفي حفل جوائز زي سيني ترشحت سوناكشي سينها لجائزة أفضل ممثلة من اختيار لجنة التحكيم وفازت بها وترشحت موسيقى الفيلم وأغانيه ومُغنيه لعدة جوائز ولم يفُز، وقد ترشح الفيلم وأبطاله للكثير من الجوائز في العديد من المهرجانات مثل جوائز الشاشة وجوائز فيلمفير و"Star Guild Awards " و"International Indian Film Academy Awards" ولكن لم يفوز الفيلم بأغلب الجوائز التي ترشح لها.

## وصلات خارجية
- لوتيرا على موقع IMDb (الإنجليزية)
- لوتيرا على موقع روتن توميتوز (الإنجليزية)
- لوتيرا على موقع قاعدة بيانات الأفلام العربية
- لوتيرا على موقع أول موفي (الإنجليزية)
- لوتيرا على موقع بوكس أوفيس موجو (الإنجليزية)
- لوتيرا على موقع فيلمافينيتي (الإسبانية)
- لوتيرا على موقع قاعدة بيانات الفيلم (الإنجليزية)
- لوتيرا على موقع ليتربوكسد (الإنجليزية)
- لوتيرا على موقع كينوبويسك (الروسية)
- لوتيرا في Bollywood Hungama.